# PDC Pro Tour 2015
De PDC Pro Tour 2015 is een reeks van dartstoernooien die werden georganiseerd door de Professional Darts Corporation (PDC). Deze tour bestaat uit de Professional Dart Players Organisation (PDPA) Players Championships, UK Open Qualifiers en de European Tour events. Deze editie zullen er 34 PDC Pro Tour evenementen worden gehouden; 20 Players Championships, 6 UK Open Qualifiers, and 8 European Tour events. De PDC Pro Tour werd niet op tv uitgezonden.

## Prijzengeld
Op 13 januari 2015 maakte de PDC het prijzengeld bekend voor PDC Pro Tour 2015.
| Plaats          | UK Open Qualifiers |
| --------------- | ------------------ |
| Winnaar         | £10.000            |
| Runner-up       | £5.000             |
| Halvefinalisten | £2.500             |
| Kwartfinalisten | £1.500             |
| Laatste 16      | £1.000             |
| Laatste 32      | £500               |
| Laatste 64      | £250               |
| Totaal          | £50.000            |

| Plaats          | Players Championships |
| --------------- | --------------------- |
| Winnaar         | £10.000               |
| Runner-up       | £5.000                |
| Halvefinalisten | £2.500                |
| Kwartfinalisten | £2.000                |
| Laatste 16      | £1.500                |
| Laatste 32      | £750                  |
| Laatste 64      | £250                  |
| Totaal          | £60.000               |

| Plaats          | European Tour |
| --------------- | ------------- |
| Winnaar         | £25.000       |
| Runner-up       | £10.000       |
| Halvefinalisten | £5.000        |
| Kwartfinalisten | £3.500        |
| Laatste 16      | £2.000        |
| Laatste 32      | £1.500        |
| Laatste 48      | £1.000        |
| Totaal          | £115.000      |

## PDC Pro Tour Card
Aan 128 spelers zijn Tour Cards toegekend, waarmee zijn deel mogen nemen aan alle Players Championships, UK Open Qualifiers en Europese Tour evenementen.
De 2015 Tour Kaarten werden toegekend aan:
- (64) De top 64 spelers van de PDC Order of Merit na het PDC World Darts Championship 2015.
- (26) De 26 qualifiers van de Q-School 2014 die niet in de top 64 van de PDC Order of Merit staan na het WK.
- (2) De twee hoogste qualifiers van de Challenge Tour 2014.
- (2) De twee hoogste qualifiers van de Youth Tour 2014.
- (16) De 16 qualifiers van de Q-School 2015.

Daarna wordt het spelersveld aangevuld met de hoogst gekwalificeerde spelers van de Q School Order of Merit, tot het maximum aantal van 128 Pro Tour Card spelers is bereikt. In 2015 waren er dus 18 spelers die zich op deze manier kwalificeerden.
De vier plaatsen voor de halvefinalisten van de World Professional Darts Championship 2015 werden teruggetrokken dit jaar.

### Q School
De PDC Pro Tour Qualifying School werd gehouden in het Robin Park Tennis Centre, Wigan van 14 tot 17 januari 2015. De volgende spelers hebben een tweejarige tourkaart gewonnen:
| Datum              | Qualifiers                                                 | Bron  |
| ------------------ | ---------------------------------------------------------- | ----- |
| Dag 1 - 14 januari | Alan Norris, Nigel Heydon, Mike Zuydwijk, Jeffrey de Zwaan | [ 2 ] |
| Dag 2 - 15 januari | Devon Petersen, Andy Jenkins, Matthew Edgar, Jason Lovett  | [ 3 ] |
| Dag 3 - 16 januari | James Wilson, Steve Douglas, Steve West, Jason Wilson      | [ 4 ] |
| Dag 4 - 17 januari | Magnus Caris, Nathan Derry, Jonny Clayton, Jamie Robinson  | [ 5 ] |

Een Q School Order of Merit is gemaakt met behulp van het volgende punten systeem:
| Plaats       | Punten       |
| ------------ | ------------ |
| Finale ronde | Negen punten |
| Laatst 16    | Vijf punten  |
| Laatst 32    | Drie punten  |
| Laatst 64    | Twee punten  |
| Laatst 128   | Eén punt     |

Op basis van deze Q School Order of Merit werden nog achttien tour kaarten verdeeld:
| Plaats | Speler             | Punten |
| ------ | ------------------ | ------ |
| 1      | Andy Boulton       | 20     |
| 2      | Ken MacNeil        | 17     |
| 3      | Jermaine Wattimena | 17     |
| 4      | Nathan Aspinall    | 15     |
| 5      | Prakash Jiwa       | 14     |
| 6      | Chris Dobey        | 14     |
| 7      | Steve McNally      | 13     |
| 8      | Haruki Muramatsu   | 13     |
| 9      | Lee Palfreyman     | 12     |
| 10     | Tony Richardson    | 12     |
| 11     | Stephen Willard    | 11     |
| 12     | Darren Johnson     | 11     |
| 13     | Robbie Green       | 11     |
| 14     | Jim Walker         | 11     |
| 15     | William O'Connor   | 10     |
| 16     | Johnny Haines      | 10     |
| 17     | Curtis Hammond     | 10     |
| 18     | Paul Milford       | 10     |

## Players Championships
| Num. | Datum                 | Plaats                     | Winnaar            | Score | Runner-up             | Bron   |
| ---- | --------------------- | -------------------------- | ------------------ | ----- | --------------------- | ------ |
| 1    | Zaterdag 14 maart     | Barnsley, Metrodome        | Gary Anderson      | 6–5   | James Wade            | [ 6 ]  |
| 2    | Zondag 15 maart       | Barnsley, Metrodome        | James Wade         | 6–5   | Peter Wright          | [ 7 ]  |
| 3    | Vrijdag 10 april      | Barnsley, Metrodome        | Adrian Lewis       | 6–3   | Robert Thornton       | [ 8 ]  |
| 4    | Zaterdag 11 april     | Barnsley, Metrodome        | Michael van Gerwen | 6–1   | Adrian Lewis          | [ 9 ]  |
| 5    | Zondag 12 april       | Barnsley, Metrodome        | Adrian Lewis       | 6–5   | Brendan Dolan         | [ 10 ] |
| 6    | Vrijdag 1 mei         | Coventry, Ricoh Arena      | Michael van Gerwen | 6–5   | James Wade            | [ 11 ] |
| 7    | Zaterdag 2 mei        | Coventry, Ricoh Arena      | Peter Wright       | 6–5   | James Wade            | [ 12 ] |
| 8    | Zondag 3 mei          | Coventry, Ricoh Arena      | Keegan Brown       | 6–3   | Adrian Lewis          | [ 13 ] |
| 9    | Zaterdag 16 mei       | Crawley, K2 Leisure Centre | Phil Taylor        | 6–4   | Gary Anderson         | [ 14 ] |
| 10   | Zondag 17 mei         | Crawley, K2 Leisure Centre | Joe Murnan         | 6–4   | Dave Chisnall         | [ 15 ] |
| 11   | Zaterdag 23 mei       | Barnsley, Metrodome        | Dave Chisnall      | 6–1   | Ian White             | [ 16 ] |
| 12   | Zondag 24 mei         | Barnsley, Metrodome        | Peter Wright       | 6–1   | Jelle Klaasen         | [ 17 ] |
| 13   | Zaterdag 4 juli       | Wigan, Robin Park Arena    | James Wade         | 6–5   | Kim Huybrechts        | [ 18 ] |
| 14   | Zondag 5 juli         | Wigan, Robin Park Arena    | Jelle Klaasen      | 6–2   | Ian White             | [ 19 ] |
| 15   | Zaterdag 26 september | Barnsley, Metrodome        | Terry Jenkins      | 6–4   | Peter Wright          | [ 20 ] |
| 16   | Zondag 27 september   | Barnsley, Metrodome        | Jelle Klaasen      | 6–4   | Raymond van Barneveld | [ 21 ] |
| 17   | Zaterdag 2 oktober    | Dublin, City West Hotel    | Ian White          | 6–5   | Dave Chisnall         | [ 22 ] |
| 18   | Zondag 3 oktober      | Dublin, City West Hotel    | Alan Norris        | 6–1   | Kim Huybrechts        | [ 23 ] |
| 19   | Zaterdag 24 oktober   | Coventry, Ricoh Arena      | Peter Wright       | 6–5   | Benito van de Pas     | [ 24 ] |
| 20   | Zondag 25 oktober     | Coventry, Ricoh Arena      | Gary Anderson      | 6–2   | James Wade            |        |

## UK Open Qualifier
| No. | Date                 | Venue                           | Winner             | Score | Runner-up             | Bron   |
| --- | -------------------- | ------------------------------- | ------------------ | ----- | --------------------- | ------ |
| 1   | Vrijdag 6 februari   | Robin Park Tennis Centre, Wigan | Adrian Lewis       | 6–1   | Michael van Gerwen    | [ 25 ] |
| 2   | Zaterdag 7 februari  | Robin Park Tennis Centre, Wigan | Michael van Gerwen | 6–1   | Vincent van der Voort | [ 26 ] |
| 3   | Zondag 8 februari    | Robin Park Tennis Centre, Wigan | Michael van Gerwen | 6–1   | James Wade            | [ 27 ] |
| 4   | Vrijdag 20 februari  | Robin Park Tennis Centre, Wigan | Michael van Gerwen | 6–5   | Jelle Klaasen         | [ 28 ] |
| 5   | Zaterdag 21 februari | Robin Park Tennis Centre, Wigan | Michael Smith      | 6–5   | Adrian Lewis          | [ 29 ] |
| 6   | Zondag 22 februari   | Robin Park Tennis Centre, Wigan | Phil Taylor        | 6–2   | Ian White             | [ 30 ] |

## Europese Tour
Er zijn negen Europese Tour toernooien dit jaar:
| Nr. | Datum           | Ook bekend als            | Plaats                          | Winnaar            | Uitslag | Runner-up          | Bron   |
| --- | --------------- | ------------------------- | ------------------------------- | ------------------ | ------- | ------------------ | ------ |
| 1   | 13–15 februari  | German Darts Championship | Hildesheim, Halle 39            | Michael van Gerwen | 6–2     | Gary Anderson      | [ 31 ] |
| 2   | 20–22 maart     | Gibraltar Darts Trophy    | Gibraltar, Victoria Stadium     | Michael van Gerwen | 6–3     | Terry Jenkins      | [ 32 ] |
| 3   | 4–6 april       | German Darts Masters      | Unterschleißheim, BallhausForum | Michael van Gerwen | 6–5     | John Henderson     | [ 33 ] |
| 4   | 5–7 juni        | Dutch Darts Masters       | Venray, Evenementenhal          | Michael van Gerwen | 6–0     | Justin Pipe        | [ 34 ] |
| 5   | 26–28 juni      | International Darts Open  | Riesa, Sachsen Arena            | Michael Smith      | 6–3     | Benito van de Pas  | [ 35 ] |
| 6   | 10–12 juli      | European Darts Open       | Düsseldorf, Maritim Hotel       | Robert Thornton    | 6–2     | Kim Huybrechts     | [ 36 ] |
| 7   | 11–13 september | European Darts Trophy     | Mülheim, RWE Sporthalle         | Michael Smith      | 6–2     | Michael van Gerwen | [ 37 ] |
| 8   | 18–20 september | European Darts Matchplay  | Innsbruck, Olympiahalle         | Michael van Gerwen | 6–4     | Dave Chisnall      | [ 38 ] |
| 9   | 16–18 oktober   | European Darts Grand Prix | Sindelfingen, Glaspalast        | Kim Huybrechts     | 6–5     | Peter Wright       | [ 39 ] |

## Eindstand PDC ProTour Order of Merit-ranglijst
- Onderstaande ranglijst bevat alleen de top 48

| Plaats | Speler             | Geld     |  | Plaats | Speler                | Geld    |  | Plaats | Speler               | Geld    |
| ------ | ------------------ | -------- |  | ------ | --------------------- | ------- |  | ------ | -------------------- | ------- |
| 1      | Michael van Gerwen | £215,000 |  | 17     | Vincent van der Voort | £43,250 |  | 33     | Andrew Gilding       | £21,000 |
| 2      | Michael Smith      | £97,750  |  | 18     | Mervyn King           | £39,250 |  | 34     | Max Hopp             | £19,500 |
| 3      | Peter Wright       | £88,250  |  | 19     | Simon Whitlock        | £39,000 |  | 35     | Rowby-John Rodriguez | £19,000 |
| 4      | James Wade         | £83,000  |  | 20     | Stephen Bunting       | £37,000 |  | 36     | Christian Kist       | £18,000 |
| 5      | Kim Huybrechts     | £82,250  |  | 21     | Phil Taylor           | £36,750 |  | 37     | Cristo Reyes         | £18,000 |
| 6      | Adrian Lewis       | £77,250  |  | 22     | Alan Norris           | £28,750 |  | 38     | David Pallett        | £16,750 |
| 7      | Ian White          | £69,250  |  | 23     | Gerwyn Price          | £28,500 |  | 39     | Ronny Huybrechts     | £16,000 |
| 8      | Dave Chisnall      | £68,750  |  | 24     | Jamie Lewis           | £25,000 |  | 40     | Dirk van Duijvenbode | £15,750 |
| 9      | Robert Thornton    | £66,250  |  | 25     | Joe Murnan            | £25,000 |  | 41     | Jeffrey de Zwaan     | £15,500 |
| 10     | Jelle Klaasen      | £65,750  |  | 26     | Raymond van Barneveld | £23,750 |  | 42     | Kyle Anderson        | £15,500 |
| 11     | Terry Jenkins      | £55,500  |  | 27     | John Henderson        | £23,750 |  | 43     | Joe Cullen           | £15,250 |
| 12     | Gary Anderson      | £52,500  |  | 28     | Daryl Gurney          | £23,500 |  | 44     | Darren Webster       | £15,250 |
| 13     | Benito van de Pas  | £46,500  |  | 29     | Mark Webster          | £23,250 |  | 45     | Kevin Painter        | £14,500 |
| 14     | Brendan Dolan      | £45,750  |  | 30     | Steve Beaton          | £23,000 |  | 46     | Devon Petersen       | £14,500 |
| 15     | Mensur Suljović    | £44,500  |  | 31     | Jamie Caven           | £22,750 |  | 47     | James Wilson         | £14,250 |
| 16     | Justin Pipe        | £43,250  |  | 32     | Keegan Brown          | £22,750 |  | 48     | Josh Payne           | £13,750 |

De ProTour Order of Merit is gebaseerd op het prijzengeld dat gewonnen is in de wedstrijden in de Players Championship, UK Open Qualifiers en de European Tour toernooien in 2015.

## PDC Challenge Tour
De PDC Unicorn Challenge Tour is toegankelijk voor alle PDPA leden die tijdens de Q-School geen tour kaart wisten te bemachtigen. De spelers die als nummer 1 en 2 op de PDC Unicorn Challenge Tour Order of Merit zijn geëindigd (Jan Dekker en Richie Corner) hebben een tour kaart voor twee jaar gekregen waarmee zij kunnen deelnemen aan de PDC Pro Tour 2016 en 2017. De nummers 3 tot en met 8 mogen gratis deelnemen aan de PDC Q-School editie in 2016.
| #  | Datum                 | Plaats                  | Winnaar              | Legs | Runner-Up            | Bron   |
| -- | --------------------- | ----------------------- | -------------------- | ---- | -------------------- | ------ |
| 1  | Zaterdag 21 maart     | Wigan, Robin Park Arena | Kirk Shepherd        | 5–3  | Jack Tweddell        | [ 41 ] |
| 2  | Zaterdag 21 maart     | Wigan, Robin Park Arena | Colin Fowler         | 5–2  | Steve Maish          | [ 41 ] |
| 3  | Zondag 22 maart       | Wigan, Robin Park Arena | Shaun Griffiths      | 5–1  | Scott Dale           | [ 42 ] |
| 4  | Zondag 22 maart       | Wigan, Robin Park Arena | Richard Corner       | 5–1  | Ryan Searle          | [ 42 ] |
| 5  | Zaterdag 30 mei       | Wigan, Robin Park Arena | Jan Dekker           | 5–0  | Kurt Parry           | [ 43 ] |
| 6  | Zaterdag 30 mei       | Wigan, Robin Park Arena | Matt Clark           | 5–2  | Richard Corner       | [ 43 ] |
| 7  | Zondag 31 mei         | Wigan, Robin Park Arena | Shaun Griffiths      | 5–2  | Ian Lever            | [ 44 ] |
| 8  | Zondag 31 mei         | Wigan, Robin Park Arena | Joe Murnan           | 5–3  | Scott Dale           | [ 44 ] |
| 9  | Zaterdag 11 juli      | Wigan, Robin Park Arena | Jan Dekker           | 5–1  | Dean Reynolds        | [ 45 ] |
| 10 | Zaterdag 11 juli      | Wigan, Robin Park Arena | Joe Murnan           | 5–1  | Tony Randall         | [ 45 ] |
| 11 | Zondag 12 juli        | Wigan, Robin Park Arena | Richard Corner       | 5–4  | Mike Norton          | [ 46 ] |
| 12 | Zondag 12 juli        | Wigan, Robin Park Arena | Dean Reynolds        | 5–3  | Christopher Quantock | [ 46 ] |
| 13 | Zaterdag 19 september | Coventry, Ricoh Arena   | Christopher Quantock | 5–0  | Paul Rowley          | [ 47 ] |
| 14 | Zaterdag 19 september | Coventry, Ricoh Arena   | Peter Hudson         | 5–4  | Ryan Palmer          | [ 47 ] |
| 15 | Sunday 20 September   | Coventry, Ricoh Arena   | Jan Dekker           | 5–2  | John Jukes           | [ 48 ] |
| 16 | Sunday 20 September   | Coventry, Ricoh Arena   | Martin Lukeman       | 5–2  | Kirk Shepherd        | [ 48 ] |

### Eindstand Challenge Tour Order of Merit
| Plaats | Speler          | Geld   |
| ------ | --------------- | ------ |
| 1      | Jan Dekker      | £7,350 |
| 2      | Richie Corner   | £7,350 |
| 3      | Shaun Griffiths | £5,600 |
| 4      | Chris Quantock  | £4,650 |
| 5      | Kirk Shepherd   | £4,350 |
| 6      | Joe Murnan      | £4,250 |
| 7      | Peter Hudson    | £3,800 |
| 8      | Dean Reynolds   | £3,800 |

## PDC Development Tour
De PDC Unicorn Development Tour is toegankelijk voor spelers van 16-23 jaar. De spelers die als nummer 1 en 2 op de PDC Development Tour Order of Merit zijn geëindigd hebben een tour kaart voor twee jaar gekregen waarmee zij kunnen deelnemen aan de PDC Pro Tour 2016 en 2017. De nummers 3 tot en met 8 mogen gratis deelnemen aan de PDC Q-School editie in 2016.
| #  | Datum                 | Plaats                  | Winnaar               | Legs | Runner-Up         | Bron   |
| -- | --------------------- | ----------------------- | --------------------- | ---- | ----------------- | ------ |
| 1  | Zaterdag 25 april     | Coventry, Ricoh Arena   | Rowby-John Rodriguez  | 4–1  | Jamie Lewis       | [ 49 ] |
| 2  | Zaterdag 25 april     | Coventry, Ricoh Arena   | Berry van Peer        | 4–0  | Scott Dale        | [ 49 ] |
| 3  | Zondag 26 april       | Coventry, Ricoh Arena   | Aden Kirk             | 4–1  | Benito van de Pas | [ 50 ] |
| 4  | Zondag 26 april       | Coventry, Ricoh Arena   | Berry van Peer        | 4–0  | Harry Ward        | [ 50 ] |
| 5  | Zaterdag 27 juni      | Coventry, Ricoh Arena   | Mike De Decker        | 4–3  | Benito van de Pas | [ 51 ] |
| 6  | Zaterdag 27 juni      | Coventry, Ricoh Arena   | Benito van de Pas     | 4–2  | Bradley Kirk      | [ 51 ] |
| 7  | Zondag 28 juni        | Coventry, Ricoh Arena   | Nathan Aspinall       | 4–2  | Benito van de Pas | [ 52 ] |
| 8  | Zondag 28 juni        | Coventry, Ricoh Arena   | Dimitri Van den Bergh | 4–2  | Rhys Griffin      | [ 52 ] |
| 9  | Zaterdag 12 september | Coventry, Ricoh Arena   | Jamie Lewis           | 4–2  | Bradley Kirk      | [ 53 ] |
| 10 | Zaterdag 12 september | Coventry, Ricoh Arena   | Dimitri Van den Bergh | 4–2  | Josh Payne        | [ 53 ] |
| 11 | Zondag 13 september   | Coventry, Ricoh Arena   | Mike De Decker        | 4–2  | Nathan Aspinall   | [ 54 ] |
| 12 | Zondag 13 september   | Coventry, Ricoh Arena   | Aaron Dyer            | 4–1  | Shaun Griffiths   | [ 55 ] |
| 13 | Zaterdag 17 oktober   | Wigan, Robin Park Arena | Bradley Kirk          | 4–2  | Nathan Aspinall   | [ 56 ] |
| 14 | Zaterdag 17 oktober   | Wigan, Robin Park Arena | Sven Groen            | 4–2  | Nick Kenny        | [ 56 ] |
| 15 | Zondag 18 oktober     | Wigan, Robin Park Arena | Dean Reynolds         | 4–2  | Mike De Decker    | [ 57 ] |
| 16 | Zondag 18 oktober     | Wigan, Robin Park Arena | Bradley Kirk          | 4–3  | Josh Payne        | [ 57 ] |

### Eindstand Development Tour Order of Merit
| Plaats | Speler                | Geld   |
| ------ | --------------------- | ------ |
| 1      | Bradley Kirk          | £8,400 |
| 2      | Mike De Decker        | £6,900 |
| 3      | Nathan Aspinall       | £5,950 |
| 4      | Benito van de Pas     | £5,800 |
| 5      | Berry van Peer        | £5,550 |
| 6      | Dimitri Van den Bergh | £5,150 |
| 7      | Shaun Griffiths       | £4,900 |
| 8      | Josh Payne            | £4,600 |

2004 · 2005 · 2006 · 2007 · 2008 · 2009 · 2010 · 2011 · 2012 · 2013 · 2014 · 2015 · 2016 · 2017 · 2018 · 2019 · 2020 · 2021 · 2022 · 2023 · 2024 · 2025